# 玫瑰蚜
玫瑰蚜（学名：Rhodobium porosum）为常蚜科玫瑰蚜屬下的一个种。